# Sesamia sylvata
Sesamia sylvata là một loài bướm đêm trong họ Noctuidae.